# Presidenti dell'Assemblea della Provincia Socialista Autonoma del Kosovo
Il presidente dell'Assemblea della Provincia Socialista Autonoma del Kosovo era l'organo incaricato della funzione di dirigere i lavori dell'assemblea legislativa della provincia autonoma kosovara, parte della Repubblica Serba nella federazione socialista di Jugoslavia, dal 1945 al 1990.
|     | Presidente                         | Ritratto | Mandato          | Mandato          | Partito                                                              |
| --- | ---------------------------------- | -------- | ---------------- | ---------------- | -------------------------------------------------------------------- |
| 1   | Fadil Hoxha (1916–2001) 1º mandato |          | 11 luglio 1945   | 20 febbraio 1953 | Partito Comunista del Kosovo(dal 1952 Lega dei Comunisti del Kosovo) |
| 2   | Ismet Saqiri (1918–1986)           |          | 20 febbraio 1953 | 12 dicembre 1953 | Lega dei Comunisti del Kosovo                                        |
| 3   | Đorđije Pajković (1917–1980)       |          | 12 dicembre 1953 | 5 maggio 1956    | Lega dei Comunisti del Kosovo                                        |
| 4   | Pavle Jovičević (1910–1985)        |          | 5 maggio 1956    | 4 aprile 1960    | Lega dei Comunisti del Kosovo                                        |
| 5   | Dušan Mugoša (1914–1973)           |          | 4 aprile 1960    | 18 giugno 1963   | Lega dei Comunisti del Kosovo                                        |
| 6   | Stanoje Akšić (1921–1970)          |          | 18 giugno 1963   | 24 giugno 1967   | Lega dei Comunisti del Kosovo                                        |
| (1) | Fadil Hoxha (1916–2001) 2º mandato |          | 24 giugno 1967   | 7 maggio 1969    | Lega dei Comunisti del Kosovo                                        |
| 7   | Ilaz Kurteshi (1927–2016)          |          | 7 maggio 1969    | maggio 1974      | Lega dei Comunisti del Kosovo                                        |
| 8   | Dušan Ristić (1928-2002)           |          | maggio 1978      | 6 agosto 1981    | Lega dei Comunisti del Kosovo                                        |
| 9   | Ilija Vakić (1932–)                |          | 1981             |                  | Lega dei Comunisti del Kosovo                                        |
| 10  | Bajram Selimi                      |          |                  |                  | Lega dei Comunisti del Kosovo                                        |
| 11  | Svetislav Dolašević (1926-1995)    |          | 5 maggio 1986    | maggio 1988      | Lega dei Comunisti del Kosovo                                        |
| 12  | Vukašin Jovanović                  |          | maggio 1988      | 5 luglio 1990    | Lega dei Comunisti del Kosovo                                        |